# Gräfenholz
Gräfenholz ist ein Gemeindeteil der Gemeinde Rentweinsdorf im unterfränkischen Landkreis Haßberge in Bayern.

## Geografie
Das Dorf liegt im östlichen Teil des Landkreises an der Baunach. Gemeindeverbindungsstraßen führen nach Sendelbach, Treinfeld und Obermanndorf. Östlich des Ortes befindet sich die Bahnstrecke Breitengüßbach–Ebern. Die beiden nächstliegenden Haltepunkte sind Rentweinsdorf und Manndorf. Westlich von Gräfenholz verläuft die Bundesstraße 279.

## Geschichte
Der Ortsname bedeutet Wald der Grafen. Vermutlich sind die Grafen von Truhendingen gemeint, die das benachbarte Sendelbach als Reichslehen besaßen. Die erste Erwähnung war 1352, als die Herren von Altenstein zwei Güter in „Grefenholtz“ erhielten. Im Jahr 1443 besaß Seyfridt von Stein einen Hof in „Greffenholtz“. 1532 hatten die von Rotenhan die Gerichtsbarkeit in „Grefenholtz“. Nach dem Dreißigjährigen Krieg lebte noch eine Familie in dem Ort. Weitere Familien siedelten sich erst nach einigen Jahren an. 1585 war „Greuenholtz“ ein Würzburger Lehen der Rotenhan. 1628 besaßen sie drei Güter in dem Dorf. Im Jahr 1742 waren die Rotenhan Dorfherren in „Grafenholtz“.
1818 entstand der Gemeindeverband Sendelbach, bestehend aus dem Dorf Sendelbach und dem Weiler Gräfenholz. 1862 wurde Sendelbach in das neu geschaffene bayerische Bezirksamt Ebern eingegliedert, wo es zum Landgericht Baunach gehörte. 1871 hatte Gräfenholz 67 Einwohner. Die evangelische Bekenntnisschule und Pfarrei befand sich im 2,8 Kilometer entfernten Rentweinsdorf. Im Jahr 1900 zählte die 397,02 Hektar große Landgemeinde Sendelbach 37 Wohngebäude und 176 Einwohner, von denen 3 Katholiken und 173 evangelisch waren. Das evangelisch geprägte Gräfenholz hatte 69 Einwohner und 14 Wohngebäude. 1925 lebten in Gräfenholz 71 Personen in 14 Wohngebäuden. 1950 hatte der Ort 101 Einwohner und 15 Wohngebäude. Er gehörte zum Sprengel der katholischen Pfarrei Ebern. In den 1950er-Jahren entstand eine Straßenbrücke über die Baunach. 1970 waren es 61 und 1987 50 Einwohner sowie 13 Wohngebäude mit 13 Wohnungen.
Am 1. Juli 1972 wurde der Landkreis Ebern aufgelöst und die Gemeinde Sendelbach kam zum Haßberg-Kreis. Am 1. Januar 1978 folgte die Eingliederung der Gemeinde Sendelbach nach Rentweinsdorf und Gräfenholz wurde ein Gemeindeteil.

## Ehemalige Gebäude
Bis ins Jahr 2015 stand in Gräfenholz die „alte“ Gräfenholzer Mühle. 

Die Mühle war für viele nicht nur ein Anlaufpunkt um das geerntete Korn zu Mehl weiterzuverarbeiten, sondern diente auch in den frühen 1920er Jahren als Elektrizitätswerk für Gräfenholz und Sendelbach.

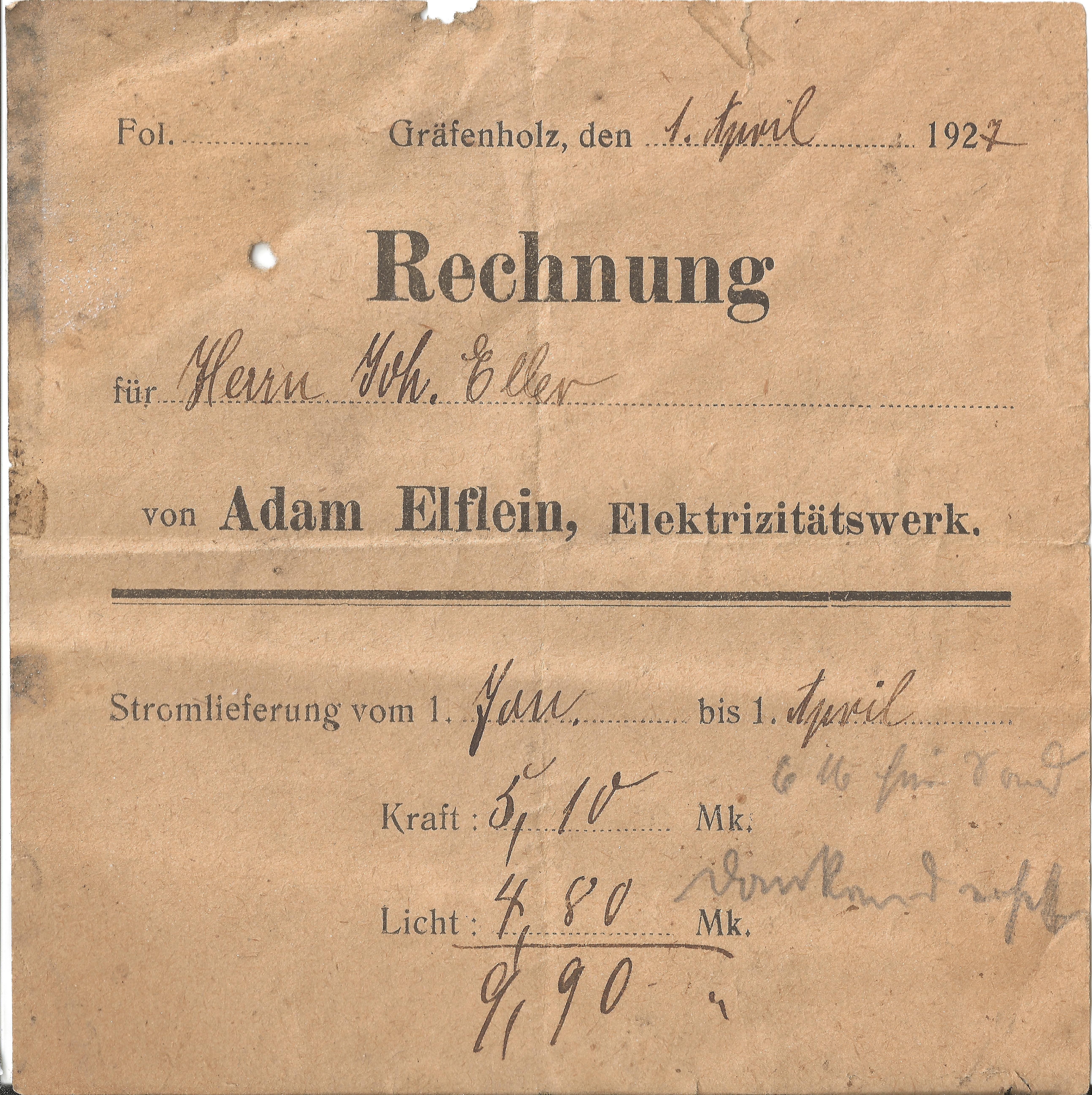
Elflein Elektrizitätswerk
Mehlschein

Der Mühlenbetrieb wurde Anfang der 1960er Jahre eingestellt. Ein Grund hierfür war, das nach 1955 keine weiteren Mühlen in Deutschland mehr errichtet werden durften, bzw. nur in Ausnahmefällen und bestehende Anlagen auch nicht mehr erweitert werden durften. Deshalb wurde 1957 das Mühlenstillegungsgesetz verabschiedet.
Das Transportunternehmen der Familie Elflein das seit circa 1930 besteht, war bis 1990 in der Mühle ansässig.

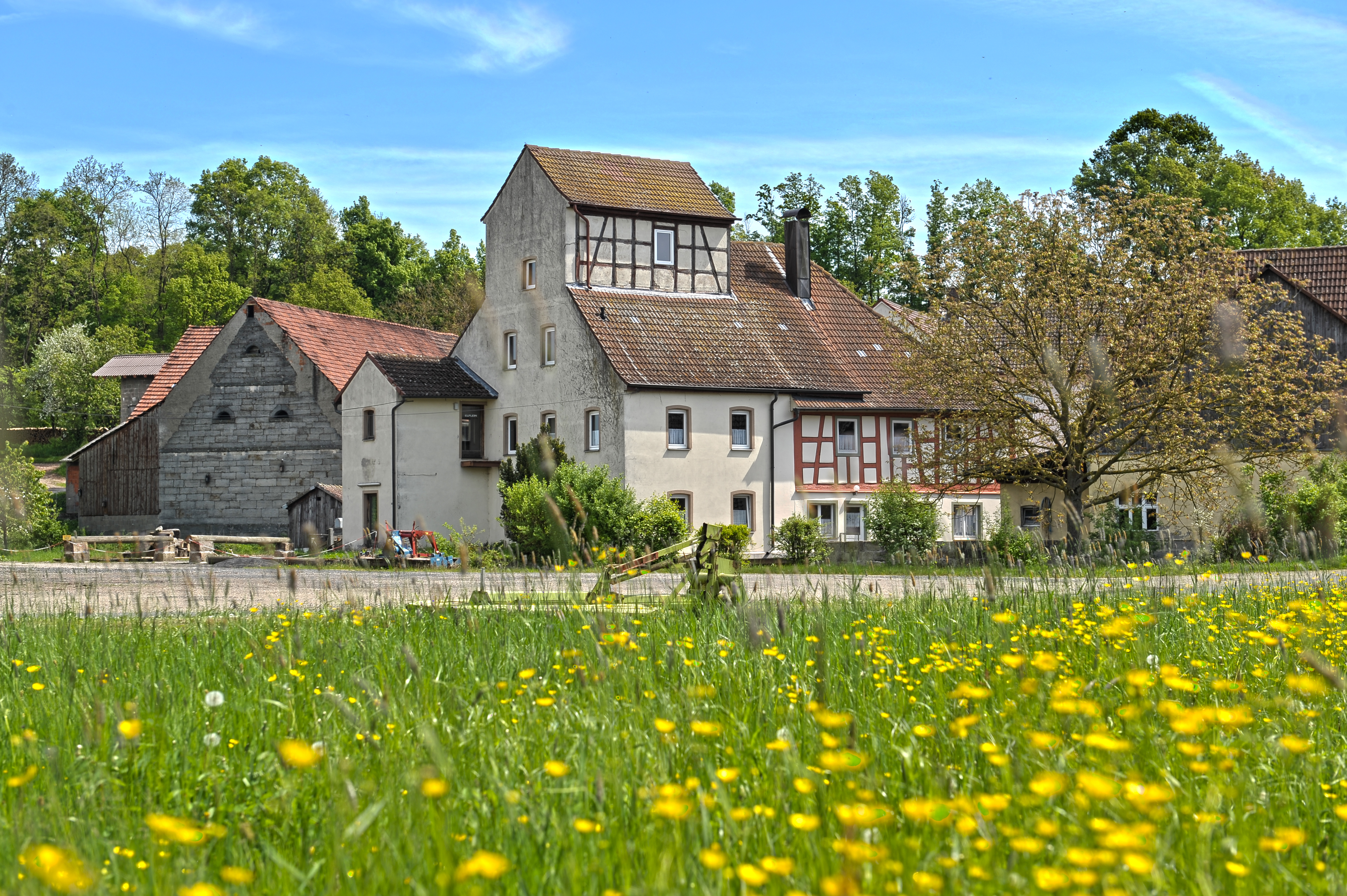
Mühle Gräfenholz von Sendelbach kommend
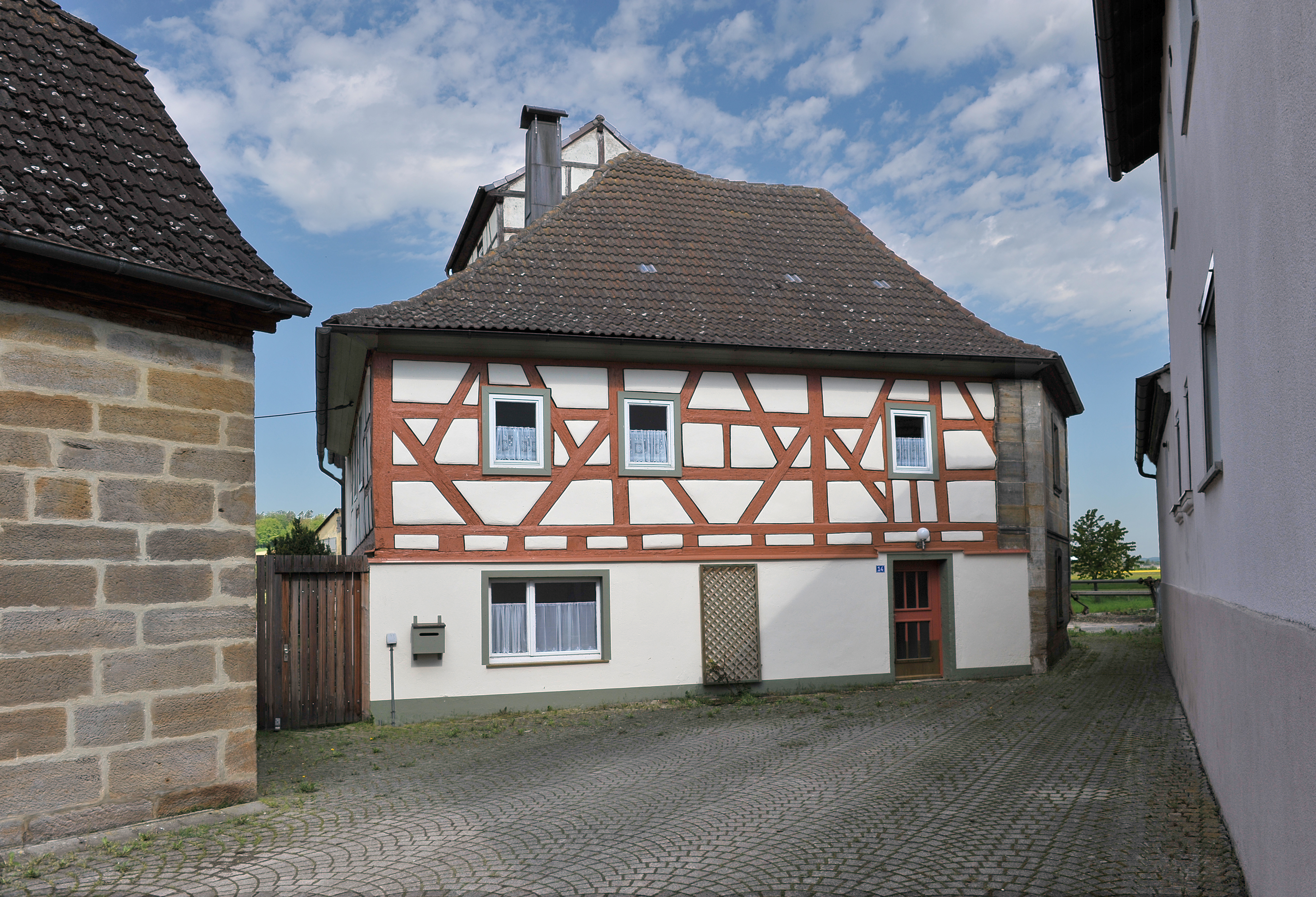
Mühle Gräfenholz Hofansicht